# 'Nuff Said!
'Nuff Said! è un album della cantante e pianista jazz Nina Simone pubblicato nel 1968. Tutti i brani, eccetto 1, 8 e 11, sono stati registrati dal vivo il 7 aprile 1968 al Westbury Music Fair in un concerto dedicato a Martin Luther King, grande amico di Nina Simone, assassinato tre giorni prima. L'album ricevette una nomination per l'Emmy Award.
Il singolo Ain't Got No, I Got Life raggiunse la seconda posizione nel Regno Unito e la prima nei Paesi Bassi.

## Tracce
Lato A
1. In the Morning – 2:12 (Barry Gibb) – Registrato il 13 maggio 1968 al RCA Studios di New York City
2. Sunday in Savannah – 3:03 (Hugh MacKay) – Registrato dal vivo il 7 aprile 1968 al Westbury Music Fair, Westbury, New York
3. The Blacklash Blues – 2:43 (Langston Hughes, Nina Simone) – Registrato dal vivo il 7 aprile 1968 al Westbury Music Fair, Westbury, New York
4. Please Read Me – 2:44 (Barry Gibb, Robin Gibb) – Registrato dal vivo il 7 aprile 1968 al Westbury Music Fair, Westbury, New York
5. Gin House Blues – 2:47 (Harry Burke) – Registrato dal vivo il 7 aprile 1968 al Westbury Music Fair, Westbury, New York

Durata totale: 13:29
Lato B
1. Why? (The King of Love Is Dead) – 5:31 (Gene Taylor) – Registrato dal vivo il 7 aprile 1968 al Westbury Music Fair, Westbury, New York
2. Peace of Mind – 2:40 (Harry M. Woods) – Registrato dal vivo il 7 aprile 1968 al Westbury Music Fair, Westbury, New York
3. Ain't Got No I Got Life (da Hair) – 2:05 (Gal MacDermot, James Rado, Gerome Ragni) – Registrato il 13 maggio 1968 al RCA Studios di New York City
4. I Loves You Porgy (da Porgy and Bess) – 3:27 (George Gershwin, Ira Gershwin, DuBose Heyward) – Registrato dal vivo il 7 aprile 1968 al Westbury Music Fair, Westbury, New York
5. Take My Hand, Precious Lord – 1:35 (Thoams A. Dorsey) – Registrato dal vivo il 7 aprile 1968 al Westbury Music Fair, Westbury, New York
6. Do What You Gotta Do – 2:55 (Jim Webb) – Registrato il 24 giugno 1968 a New York City

Durata totale: 18:13

## Musicisti
A1 e B3
- Nina Simone - voce, pianoforte
- Henry Young - chitarra
- Sam Waymon - organo
- Gene Taylor - contrabbasso
- Buck Clarke - batteria

A2, A3, A4, A5, B1, B2, B4 e B5
- Nina Simone - voce, pianoforte
- Rudy Stevenson - chitarra
- Sam Waymon - organo
- Gene Taylor - contrabbasso
- Buck Clarke - batteria
- Horace Ott - arrangiamenti

B6
- Nina Simone - voce
- Horace Ott - conduttore orchestra
- Paul Griffin - pianoforte
- Eric Gale - chitarra
- Henry Young - chitarra
- Carl Lynch - chitarra
- Wilbur Bascomb - tromba, strumenti a fiato
- Harold Johnson - tromba, strumenti a fiato
- Joseph Shepley - tromba, strumenti a fiato
- Garnett Brown - trombone, strumenti a fiato
- Arthur Clarke - strumenti a fiato
- F. Haywood - sassofono, strumenti a fiato
- Gerald Jemmott - contrabbasso
- Bernard Pretty Purdie - batteria
- Gordon Powell - percussioni, vibrafono, tamburello